# Magdiel Gutiérrez
Magdiel Gutiérrez Mejía (ur. 14 kwietnia 1968 w Managui) – nikaraguański zapaśnik walczący w obu stylach. Olimpijczyk z Barcelony 1992, gdzie zajął jedenaste miejsce w kategorii 100 kg w stylu wolnym. Piąte miejsce na igrzyskach panamerykańskich w 1991. Szósty na mistrzostwach panamerykańskich w 1992. Brązowy medalista igrzysk Ameryki Środkowej i Karaibów w 1993. Czterokrotny medalista igrzysk Ameryki Środkowej, złoto w 1990 i 1994 roku.